# Legione nord-africana
La Legione nord-africana (LNA - Légion nord-africaine) o Brigata nord-africana (BNA - Brigade nord-africaine), o Falange nord-africana (in Dordogna), è stata un'unità collaborazionista paramilitare francese che operava per conto della Germania nazista durante la Seconda Guerra mondiale. Non deve essere confusa con la Legione straniera  o la Phalange africaine.

## Storia
La Legione nord-africana è creata all’inizio del 1944 da Henri Lafont, responsabile della Gestapo francese, e dal nazionalista algerino Mohamed el-Maadi (già ufficiale francese, membro dell’organizzazione di estrema destra la Cagoule) sotto il comando del colonnello SS Helmut Knochen, numero due della polizia tedesca in Francia  (Sipo e del Sicherheitsdienst (SD), che comprendeva la Gestapo).
La legione nord-africana, chiamata a volte « Falange », costituisce una forza di supporto al servizio della Wehrmacht composta da musulmani reclutati nella comunità nordafricana presente in Francia, in particolare nella regione parigina. Non va confusa con la Phalange africaine creata dal governo di Vichy per combattere contro gli Alleati in Tunisia dopo il loro sbarco in Africa del Nord nel novembre 1942.
Nel gennaio-febbraio 1944 la Legione nord-africana comprende 300 membri organizzati in cinque sezioni e diretti da Henri Lafont che ha il grado di Hauptsturmführer (capitano) delle SS. Il suo aiutante è Pierre Bonny, già « primo poliziotto di Francia», anche lui membro della Gestapo con il grado di Obersturmführer. I comandanti delle cinque sezioni sono Paul Maillebuau, Charles Cazauba, Alexandre Villaplane, Paul Clavié et Lucien Prévost, tutti nominati sottotenenti (Untersturmführer) delle SS come Louis Pagnon, l’autista di Lafont . 

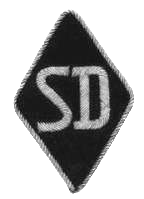
Simbolo del SD cucito in basso sulla manica sinistra delle uniformi SS.

Ufficiali e sottufficiali portano l’uniforme SS con le insegne del SD. Gli uomini di truppa portano una divisa simile a quella della Milizia francese, con cinturone e pugnale delle Waffen SS. Tutti hanno un documento rilasciato dall’avenue Foch (sede parigina del Sicherheitsdienst) che certifica la loro appartenenza alle SS.
La brigata prende parte a combattimenti contro la  Resistenza francese, nel Corrèze (tre sezioni) , nel Périgord (una sezione) e nella Franca Contea (una sezione). 

La regione della Dordogna

La Legione nord-africana, dal suo arrivo in Dordogna, si distingue per innumerevoli violenze e massacri tra i quali quelli di Brantôme (26 marzo 1944), Sainte-Marie-de-Chignac (27 marzo 1944), Saint-Martin-de-Fressengeas, Mussidan (52 fucilati), Saint-Germain-du-Salembre e Piles a Cornille.
La legione si disperde nell’agosto 1944. Alcuni dei suoi membri seguono Mohamed el-Maadi che si rifugia in Germania dove è accolto dal Grand Mufti di Gerusalemme Amin al-Husseini.